# Musée national de Port-Royal des Champs
Le musée national de Port-Royal des Champs est un musée national français installé à l'emplacement de l'abbaye de Port-Royal des Champs et de l'ancienne ferme des Granges.
Il est situé sur la commune de Magny-les-Hameaux, dans les Yvelines.

## Historique

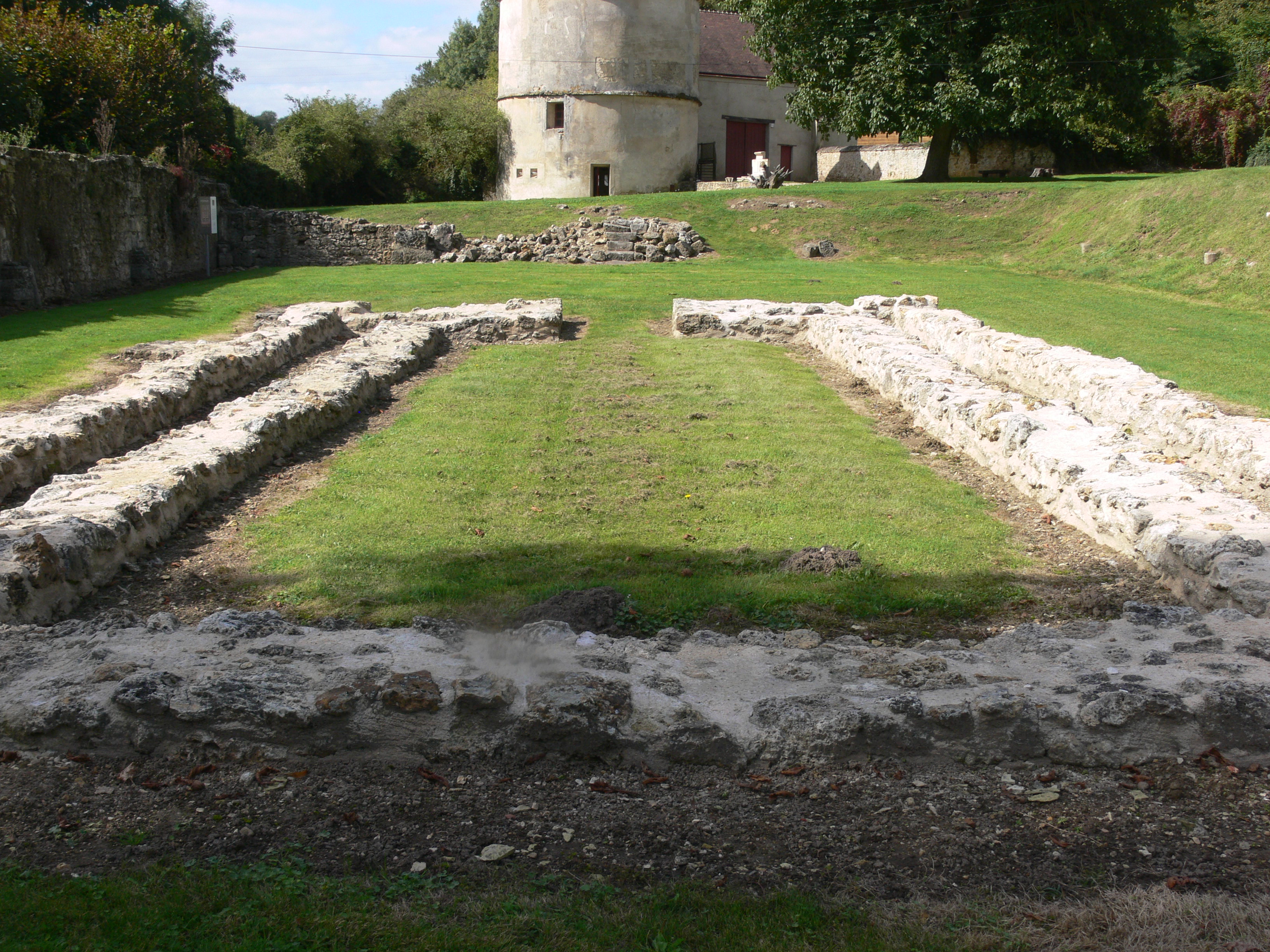
Les ruines de l'abbaye

Le bâtiment dit des « Petites écoles » et son extension XIXe siècle ont été achetés par l’État en 1952. L'organisation du musée fut alors confiée à Bernard Dorival dès 1953. Il fut inauguré le 14 juin 1962 en présence d'André Malraux, secrétaire d’État chargé des affaires culturelles.
La ferme des Granges fut achetée par l’État en 1983. Le site des ruines de l'abbaye, sur lequel se trouvait un musée privé depuis le début des années 1840 fut donné à l’État par la Société de Port-Royal en 2004.

## Collections permanentes
Le musée national de Port Royal des Champs abrite une riche collection de gravures, de livres anciens, de portraits et d'ouvrages, qui témoignent de l'histoire et du drame de conscience qui s'est déroulé dans l'abbaye il y a quelques siècles.
Il contient des tableaux de Philippe de Champaigne et Jean Restout. Le parcours comporte également des ouvrages écrits à Port-Royal au XVIIe siècle et des gravures des XVIIe et XVIIIe siècles. On peut également y voir divers objets de dévotion janséniste.
Une section, constituée grâce à des acquisitions de l'État et un important dépôt de la Société de Port-Royal, est consacrée au mouvement convulsionnaire du XVIIIe siècle; on y voit notamment les dessins de Jean Restout.

## Expositions temporaires
- Racine et Port-Royal, juin-novembre 1955
- Pascal et les Provinciales, mai-octobre 1956
- Philippe de Champaigne et Port-Royal, juin-octobre 1957
- Port-Royal (à l'occasion de l'année du Patrimoine), 7 mai-26 octobre 1980
- Les belles amies de Port-Royal, 3 mai-29 juillet 1984
- Histoire de la Ferme des Granges de Port-Royal, 13 mai-13 juillet 1987
- Mère Angélique, 7 septembre-4 novembre 1991
- Les Bérénices, 15 mars-15 juin 1992
- Philippe de Champaigne et Port-Royal, 28 avril-28 août 1995
- Le choix de l'absolu ; Racine, Phèdre, 9 avril-31 août 1999.
- « Face à faces ».  Visage du Christ dans l’art français au XVIIe siècle, 11 juin-31 octobre 2005
- Pierres tombales de l’abbaye de Port-Royal, 10 septembre 2007-30 juin 2008
- Mère Geneviève Gallois. Vision du cloître au XXe siècle, 10 avril-7 juillet 2008
- Trois maîtres du dessin : Philippe de Champaigne, Jean-Baptiste de Champaigne, Nicolas de Plattemontagne, 25 mars-29 juin 2009
- Représenter la prédication aux XVIIe et XVIIIe siècles, 15 septembre-13 décembre 2010
- Frédéric Benrath et Port-Royal. Ses dernières œuvres, 31 mars-22 août 2011
- Port-Royal ou l'abbaye de papier ; Madeleine Horthemels (1686-1767), 16 septembre 2011-15 août 2012
- Jean Restout et les Miracles de Saint-Médard, 10 avril-14 juillet 2013
- Saint Jérôme, atelier de Guido Reni, 16 mai-8 septembre 2014
- Bernard Dorival, de Champaigne à Zao Wou-Ki, 18 septembre-21 décembre 2014 (prolongée jusqu'au 6 avril 2015)

## Développement et action culturelle
Depuis les années 2000, le musée s’est dirigé vers une mise en valeur du domaine et des jardins : le verger des Solitaires, reconstitué devant le logis principal, présente des essences anciennes (notamment des poiriers) pour redonner vie à ce qui a fait, au XVIIe siècle, une part de la renommée des Granges. L'ancienne vigne de l'abbaye a été replantée et récemment redéployée sur le coteau sud.
Depuis plusieurs années, le site de Port-Royal des Champs accueille une importante saison de concerts, donnés dans la Grange à blé de la ferme ou dans la salle Gazier à l'abbaye.